# 硝酸镧
硝酸镧是一种无机化合物，化学式为La(NO3)3。

## 制备
硝酸镧可以将氧化镧、氢氧化镧或碳酸镧溶于硝酸得到：
La2O3 + 6 HNO3 → 2 La(NO3)3 + 3 H2O
La(OH)3 + 3 HNO3 → La(NO3)3 + 3 H2O
所得溶液经过小心蒸发可以得到水合硝酸镧，其中六水合物最常见。将六水合物继续小心加热，可以得到无水物。

## 化学性质
硝酸镧可以和一些金属盐形成复盐，如Cu、Mg、Mn等。
硝酸镧的水合物受热先失水，然后分解产生LaONO3， 继续加热得到氧化镧。